# Roxxxy Andrews
Michael W. Feliciano, conocido por su nombre artístico Roxxxy Andrews (nacido el 23 de septiembre de 1983), es una artista drag estadounidense que recibió atención internacional en la quinta temporada de RuPaul's Drag Race y en la segunda temporada y novena temporada de RuPaul's Drag Race: All Stars.

## Vida y carrera
Feliciano creció en North Miami Beach, Florida. Es de ascendencia puertorriqueña y cubano-estadounidense. En Drag Race reveló que su madre les abandonó a él y a su hermana en una parada de autobús cuando eran niños. Fue criado por su abuela, Sonja, que apareció en un episodio especial de Drag Race All Stars 2 para un reto de cambio de imagen.
Roxxxy es miembro de la Haus of Andrews, fundada por la ganadora de Miss Continental 1986, Tandi Andrews (1964-1995). La madre de Roxxxy fue Erica Andrews (1969-2013). La carrera drag de Roxxxy comenzó en Orlando, en los clubes nocturnos Parliament y Pulse, y más tarde empezó a competir en el sistema de drag pageantry. Andrews ganó Miss Continental Plus en 2010.
En noviembre de 2012, Logo anunció que Feliciano estaba entre las 14 drag queens que competirían en la quinta temporada de RuPaul's Drag Race. Como Roxxxy Andrews, Feliciano ganó el primer reto principal de la temporada en "RuPaullywood or Bust" y el reto de cambio de imagen en "Super Troopers". En el episodio "RuPaul Roast", Roxxxy hizo un lip sync contra Alyssa Edwards con la canción "Whip My Hair" de Willow Smith. En el lip sync, Roxxxy se quitó la peluca para mostrar otra peluca debajo. RuPaul decidió no eliminar a ninguna de las dos reinas. RuPaul declaró más tarde que fue la mejor batalla de lip sync de la historia. A lo largo de la serie, Roxxxy expresó su molestia por la forma en que las "reinas de la comedia" que eran "poco pulidas" ganaban los desafíos y no eran eliminadas, una opinión a menudo dirigida hacia Jinkx Monsoon, lo que provocó reacciones de los espectadores. En mayo de 2013, durante la reunión, Jinkx Monsoon fue coronada "America's Next Drag Superstar", mientras que Roxxxy y Alaska Thunderfuck 5000 fueron declaradas subcampeonas.
En junio de 2016, se anunció que Roxxxy regresaría a Rupaul's Drag Race para la segunda temporada de All Stars. Durante el primer episodio, "All Star Talent Show Extravaganza", Andrews se convirtió en la primera concursante en la historia del programa en ganar el primer desafío en las dos temporadas en las que apareció. Andrews también se convirtió en la primera concursante en la historia del programa que sobrevivió a estar en los últimos lugares cinco veces, llegando a la final de la temporada, y finalmente quedando en cuarto lugar.
Feliciano empezó a hacer drag en Pulse, el club nocturno gay donde tuvo lugar el tiroteo en la discoteca de Orlando el 12 de junio de 2016. Tres días después, el 15 de junio, compartió en Instagram un nuevo tatuaje que se hizo en honor a las 49 vidas perdidas y 53 heridos en el tiroteo. El tatuaje es del logotipo de Pulse con una línea roja de latidos dibujada en el centro.
En julio de 2020, regresó a la quinta temporada de RuPaul's Drag Race: All Stars como Lip-Sync Assassin.

## Títulos
- Miss Metropolitan Continental Plus 2008, ganadora[9]
- Miss Gay Florida USofA at Large 2009, segunda suplente[9]
- Miss West Virginia Continental Plus 2009, ganadora[9]
- Miss Shining Star Continental Plus 2010, ganadora[9]
- Miss Continental Plus 2010, ganadora[9]
- Miss West Virginia Continental 2012, ganadora[9]
- Miss Gay Southernmost USofA 2015, primer suplente[9]
- Miss Angel City Continental 2019, ganadora[9]

## Filmografía

### Cine
| Año  | Título     | Papel      | Ref    |
| ---- | ---------- | ---------- | ------ |
| 2020 | The Queens | Ella misma | [ 10 ] |

### Televisión
| Año  | Título                                               | Papel      | Notas                                                                      |        |
| ---- | ---------------------------------------------------- | ---------- | -------------------------------------------------------------------------- | ------ |
| 2013 | RuPaul's Drag Race                                   | Ella misma | temporada 5 – subcampeona                                                  |        |
| 2013 | RuPaul's Drag Race: Untucked                         | Ella misma | temporada 5                                                                |        |
| 2016 | RuPaul's Drag Race: All Stars                        | Ella misma | temporada 2 – Cuarto lugar                                                 |        |
| 2020 | RuPaul's Drag Race: All Stars (temporada 5)          | Ella misma | Invitada (“Lipsync Assassin”) Episodio: "The Charles Family Backyard Ball" | [ 11 ] |
| 2020 | RuPaul's Drag Race All Stars: Untucked (temporada 2) | Ella misma | Invitada (“Lipsync Assassin”) Episodio: "The Charles Family Backyard Ball" | [ 11 ] |

### Series web
| Año  | Título         | Papel      | Notas                           | Ref.   |
| ---- | -------------- | ---------- | ------------------------------- | ------ |
| 2013 | Ring My Bell   | Ella misma | Invitada                        | [ 12 ] |
| 2017 | Queen to Queen | Ella misma | Invitada, junto con Detox Icunt | [ 13 ] |